# Радмила Мудринић
Радмила Мудринић (Беране, 1939) је српска песникиња и текстописац. Аутор је неких од најлепших текстова народне музике, попут Теби (Мирослав Илић), Три пољупца за срећу (Снежана Савић), Нежна жена (Лепа Брена), Ево ти срце на длану (Биљана Јевтић), Црно вино (Добривоје Топаловић)... 

## Биографија
Рођена је 1939. године у Беранама. У родном граду је завршила гимназију, а у Београду књижевност. По одласку у Загреб, почела је са радом у команди Ваздухопловства, писала је за књижевни часопис Панорама и објавила збирку песама. Одушевљен њеним песмама, композитор Ђорђе Новковић јој је понудио сарадњу, тако да је Радмила каријеру текстописца почела у забавној музици. Песме са њеним текстовима певали су Душко Локин, Кићо Слабинац, Дарко Домијан, Бети Ђорђевић... Крајем седамдесетих година из Загреба долази у Београд, а након тога окреће се писању песама за певаче народне музике. Најпре, за Асима Бркана пише песму Љубави владају свијетом, а онда и за Лепу Брену Нежна жена, Снежану Савић Три пољупца за срећу, Мирослава Илића Теби, Биљану Јевтић Ево ти срце на длану, Маринка Роквића Љубав стара срце пара...

## Познате песме
- Снежана Савић - Три пољупца за срећу, Нова љубав, Топим се, Шарене очи, Зашто те толико волим, Опрости, срце, Дођи крадом, Забрањено, Коштана, Волим те, сунце моје
- Мирослав Илић - Теби
- Биљана Јевтић - Ево ти срце на длану, Опасна је игра та
- Добривоје Топаловић - Црно вино
- Нада Топчагић - Зовем те, зовем
- Маринко Роквић - Љубав стара срце пара
- Мерима Његомир - Усамљена
- Снежана Ђуришић - Лако си ме преболео
- Шеки Турковић - Дотакнућу
- Сузана Манчић - Лептирица
- Асим Бркан - Љубави владају свијетом
- Снежана Бабић Снеки - Душо моја танана
- Екстра Нена - Одлазим
- Злата Петровић - Полудело срце
- Радослав Родић Роки - Краљица срца
- Александар Илић - Отвори срце